# Océaniques
Pour les articles homonymes, voir Océan (homonymie).
Océaniques, sous-titrée Des idées, des hommes, des œuvres..., est une ancienne émission de télévision française qui prenait la forme d'un magazine d'entretien thématique, produite par Pierre-André Boutang et présentée par Michel Cazenave de septembre 1987 à décembre 1992.
L'émission était diffusée, tous les lundis, mercredis et jeudis à partir de 22h45, abordant des débats d'idées (lundi), des portraits de personnalités (mercredi) et des réflexions autour d'une œuvre (jeudi). La durée moyenne est de 53 minutes. 
La première de l'émission portait sur la cosmologie, réunissant Hubert Reeves et Michel Cassé.
Le nombre total d'émissions diffusées est de 220.